# Adswa
Die Adswa (russisch Адзьва) ist ein 334 Kilometer langer rechter Nebenfluss der Ussa im Nordosten des europäischen Teils Russlands.

## Verlauf
Die Adswa entfließt der Bolschesemelskaja-Tundra, dem Gebiet entlang der Küste des Nordpolarmeeres zwischen Polarural und Petschora, etwa 120 km nordwestlich von Workuta, dem in 130 m Höhe gelegenen Wanjukty-See. Sie durchfließt in weiten Bögen die Tundralandschaft in vorwiegend südwestlicher Richtung parallel zum sich zwischen Adswa und Ussa erstreckenden Tschernyschow-Rücken, zunächst auf dem Territorium des Autonomen Kreises der Nenzen. Im Mittellauf erreicht sie das Territorium der Republik Komi und den nördlichen Rand der Taiga. Im Unterlauf wird das Tal der Adswa zunehmend breiter und sumpfiger. Sie mündet schließlich wenig oberhalb des Dorfes Adswawom und gut 100 km oberhalb der Stadt Ussinsk in 40 m Höhe in die Ussa.
Die wichtigsten Nebenflüsse der Adswa sind Lyaju, Bolschaja Njadeita („Große Njadeita“) und Scher-Njadeita von links sowie der Chossedaju von rechts.

## Hydrographie
Das Einzugsgebiet der Adswa umfasst 10.600 km². In Mündungsnähe erreicht der Fluss eine Breite von knapp 300 Metern bei einer Tiefe von 1,5 Metern; die Fließgeschwindigkeit beträgt hier 0,6 m/s.
Die Adswa gefriert zwischen Oktober/November und Mai, in manchen Jahren Juni. Die Wasserführung bei Charuta, 46 Kilometer oberhalb der Mündung beträgt im Jahresdurchschnitt 110 m³/s bei einem Minimum von 2,1 m³/s im März und einem Maximum von 660 m³/s im Juni.

## Infrastruktur und Wirtschaft
Die Adswa ist ab Charuta, unterhalb der Einmündung des Chossedaju, auf 50 km schiffbar. Charuta ist auch die einzige Ortschaft entlang des Flusses. Sie liegt auf dem Territorium der Republik Komi, gehört aber verwaltungstechnisch zum Autonomen Kreis der Nenzen. Ansonsten ist das von der Adswa durchflossene Gebiet sehr dünn besiedelt, vorwiegend von halbnomadisch lebenden Rentierzüchtern aus dem Volk der Nenzen.
Von der Stadt Inta ausgehend führt eine Winterstraße nach Charuta; eine ganzjährig befahrbare Straße, die in Charuta die Adswa überqueren und weiter in Richtung, der Hauptstadt des Autonomen Kreises der Nenzen Narjan-Mar führen soll, ist geplant.